# Acid sorbic
Acidul sorbic este un compus organic natural utilizat pe post de conservant. Are formula chimică CH3(CH)4CO2H și este un solid incolor ce sublimează. A fost izolat pentru prima dată din fructele necoapte de Sorbus aucuparia (scoruș de munte). Sărurile sale se numesc sorbați.

## Obținere
Metoda tradițională de sinteză a acidului sorbic presupune reacția de condensare a acidului malonic cu crotonaldehida (trans-butenal). Se mai poate obține din acizi hexadienoici, care sunt disponibili în urma unei reacții catalizate de nichel a clorurii de alil, acetilenei și a monoxidului de carbon. Metoda utilizată la nivel industrial este reacția dintre crotonaldehidă și cetenă. Se estimează că aproximativ 30.000 de tone de acid sorbic sunt produse anual.